# Candedo (Chandreja de Queija)
Candedo (llamada oficialmente Santa María do Candedo) es una parroquia y un lugar español del municipio de Chandreja de Queija, en la provincia de Orense, Galicia.

## Toponimia
La parroquia también es conocida por el nombre de Santa María de Candedo.

## Organización territorial
La parroquia está formada por una entidad de población:
- O Candedo

## Demografía
Gráfica demográfica del lugar y parroquia de Candedo según el INE español:
| Gráfica de evolución demográfica de Candedo entre 2000 y 2022 |
|                                                               |
| Datos según el nomenclátor publicado por el INE.              |